# گلاسر گرات
گلاسر گرات (به لاتین: Glaser Grat) یک کوه در سوئیس است که در کانتون گراوبوندن واقع شده‌است. گلاسر گرات ۲٬۱۲۴ متر بالاتر از سطح دریا واقع شده‌است.